# 半人马座火箭

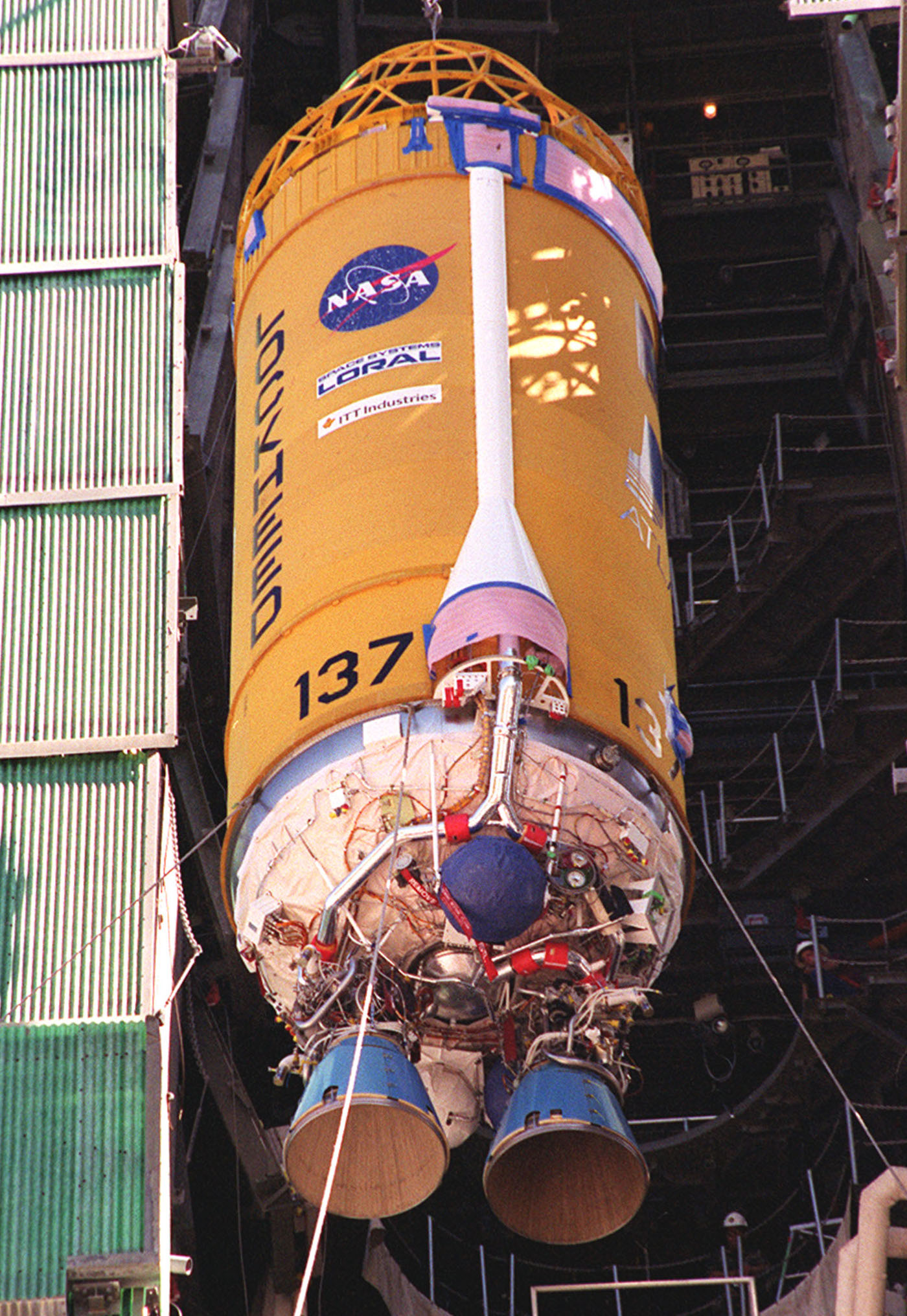
吊装中的半人马座火箭

半人马座火箭（半人马座上面级）是一个美国运载火箭的上面级家族，目前由联合发射联盟制造。
半人马座火箭是全世界第一个使用液氢/液氧作为燃料组合的火箭级。

## 特征
半人马座火箭的燃料储罐的外壁材料是不锈钢，且其由内部压强来保持它的形状。它的储罐壁薄达0.2英寸（约5.1毫米）；这是为了使它的干质量尽可能低，最大化该火箭的性能（火箭方程）。它可以支持重达19吨的载荷。
半人马座火箭的液氢储罐和液氧储罐由两层不锈钢蒙皮和蜂窝状的玻璃纤维夹层隔开。玻璃纤维夹层可以尽可能地降低液氢储罐和液氧储罐间的热传递，以减少液氢蒸发。
具体任务决定它的推进系统由一座或两座RL-10火箭发动机组成；这些引擎最多可以重启12次。与半人马座储罐的保温措施结合使半人马座火箭能在太空中进行数小时的弹道滑翔或是在一段时间内完成多次复杂的轨道机动。
火箭自带了偏二甲肼为推进剂的反推力系统，以两个二个一组和两个四个一组的组合工作。每台推进器的推力为6英磅力（27牛頓）。这套系统可以为火箭和载荷进行姿态控制，也可以为火箭的RL-10引擎进行沉底。

## 现役版本
在2020年，半人马座火箭家族中，只有半人马III（Centaur III/Common Centaur）在承担发射任务；半人马V（Centaur V）还在开发中。在未来，联合发射联盟计划将其替代为高级低温上面级（ACES）。